# Дамян Йосифов
Дамян Йосифов Калев Ошавков е български просветен деец и революционер, деец на Вътрешната македоно-одринска революционна организация.

## Биография
Дамян Йосифов е роден около 1888 година в големия българо-албански македонски град Дебър, тогава в Османската империя. По произход е от големия български род Ошавкови. Баща му Йосиф е майстор медникар и тенекеджия, член на градската управа в Дебър, а брат му Кузман Йосифов е виден български просветен деец.
Дамян Йосифов завършва Скопското българско педагогическо училище в 1900 година. Започва работа като учител в Галичник, а след това учителства в родния си Дебър от 1901 до 1907 година. Става член на ВМОРО и оглавява околийския комитет на организацията в Дебър. В 1903 година е в основата на подготовката за въстание в града. След Илинденско-Преображенското въстание продължава да работи като учител в Македония и Свободна България.
След Младотурската революция в 1908 година, е член на дебърския Български конституционен клуб.
След като Македония остава в пределите на Сърбия след Междусъюзническата война, Дамян напуска Дебър поради натиск от новите сръбски власти. Бяга окончателно в Свободна България, където работи като учител в Пашмакли, Дервент (Дедеагачко) и накрая отива при бат си Кузман във Враца. Оттам е назначен за учител в богатото село Лехчево. След като се установява се във Враца, се жени за Тодорка от известния род Леонкеви, с която има син. След смъртта ѝ в 1926 година се жени за Стоянка.